# Halowe Mistrzostwa Europy w Lekkoatletyce 1974 – bieg na 800 m kobiet
Bieg na 800 metrów kobiet – jedna z konkurencji biegowych rozgrywanych podczas halowych lekkoatletycznych mistrzostw Europy w hali Scandinavium w Göteborgu. Eliminacje zostały rozegrane 9 marca, a bieg finałowy 10 marca 1974. Zwyciężyła reprezentantka Polski Elżbieta Katolik, która w finale ustanowiła nieoficjalny halowy rekord Europy rezultatem 2:02,38. Tytułu zdobytego na poprzednich mistrzostwach nie broniła Stefka Jordanowa z Bułgarii. 

## Rezultaty

### Eliminacje
Rozegrano 2 biegi eliminacyjne, do których przystąpiło 13 biegaczek. Awans do finału dawało zajęcie jednego z pierwszych trzech miejsc w swoim biegu (Q).
Opracowano na podstawie materiału źródłowego.
Bieg 1
| Miejsce | Zawodniczka           | Czas    | Uwagi |
| ------- | --------------------- | ------- | ----- |
| 1       | Gisela Ellenberger    | 2:04,31 | Q     |
| 2       | Lilana Tomowa         | 2:05,34 | Q     |
| 3       | Walentina Gierasimowa | 2:06,10 | Q     |
| 4       | Anita Barkusky        | 2:07,63 |       |
| 5       | Jolanta Januchta      | 2:11,67 |       |
| 6       | Åse Svinsholt         | 2:13,75 |       |
| –       | Nikolina Szterewa     | DNF     |       |

Bieg 2
| Miejsce | Zawodniczka         | Czas    | Uwagi |
| ------- | ------------------- | ------- | ----- |
| 1       | Elżbieta Katolik    | 2:04,05 | Q     |
| 2       | Gunhild Hoffmeister | 2:05,26 | Q     |
| 3       | Rosemary Wright     | 2:05,90 | Q,    |
| 4       | Gunilla Lindh       | 2:07,49 |       |
| 5       | Rosica Pechliwanowa | 2:10,63 |       |
| –       | Nijolė Razienė      | DNF     |       |

### Finał
Opracowano na podstawie materiału źródłowego.
| Miejsce | Zawodniczka           | Czas    | Uwagi |
| ------- | --------------------- | ------- | ----- |
| 1       | Elżbieta Katolik      | 2:02,38 | AR    |
| 2       | Gisela Ellenberger    | 2:02,54 | NR    |
| 3       | Gunhild Hoffmeister   | 2:02,59 | NR    |
| 4       | Rosemary Wright       | 2:05,19 | NR    |
| 5       | Walentina Gierasimowa | 2:10,76 |       |
| –       | Lilana Tomowa         | DNF     |       |